# Thana Bhawan
Thana Bhawan è una suddivisione dell'India, classificata come nagar panchayat, di 31.183 abitanti, situata nel distretto di Muzaffarnagar, nello stato federato dell'Uttar Pradesh.